# 艾儒略
朱利奧·阿萊尼奧（義大利語：Giulio Aleni，1582年—1649年6月10日），字思及，耶稣会意大利传教士，艾儒略是他的汉文名字。1582年生于意大利布雷西亚，自1613年(萬曆四十一年) 起在中国传教36年，直至1649年(順治六年) 在福建延平去世。
同利玛窦一样，艾儒略不仅是个神学家，也是个精通数学、天文学和地理学的学者，是利玛窦之后最精通中国文化的耶穌會士，也是最重要的天主教来华传教士之一，被教友尊称为“西来孔子”，在西学东渐过程中起到关键作用。

## 生平

### 欧洲时期
（1582年——1609年）
1582年，出生于意大利北部布雷西亚城的一个贵族家庭。他在威尼斯长大，于1597年进入安东尼神学院学习，1600年入耶稣会见习。1602年经发愿后被送到帕尔马学院学习哲学，直至1605年，其间在1603年他要求前往秘鲁传教，未获准。1605年他进入罗马的宗座额我略大学学习。1606年-1608年，他又被派往博洛尼亚教授人文科学，同时被委任为神父。1607年他再次要求去东方传教，获得耶稣会会长阿夸维瓦（克劳迪奥·阿奎维瓦）同意。1609年，艾儒略离开罗马去里斯本，在那里搭船前往亚洲。

### 滞留澳门
（1610年——1613年）(萬曆三十七年至四十一年)
1610年 (萬曆三十七年)，艾儒略经印度果阿抵达澳门。在澳门的耶稣会学院，他一面教授数学，一面学习汉语。由于明朝政府对他入境的限制，他不得不寻找潜入中国国境的机会。1611年(萬曆三十八年)，他与史惟貞（van Spiere）尝试秘密进入中国国境，却被船家告发并被拘捕，在耶稣会交付了大笔赎金之后才被遣返回澳门。在这之后，他被耶稣会委任为见习导师。

### 初入中国
（1613年——1624年）(萬曆四十一年至天啟四年)

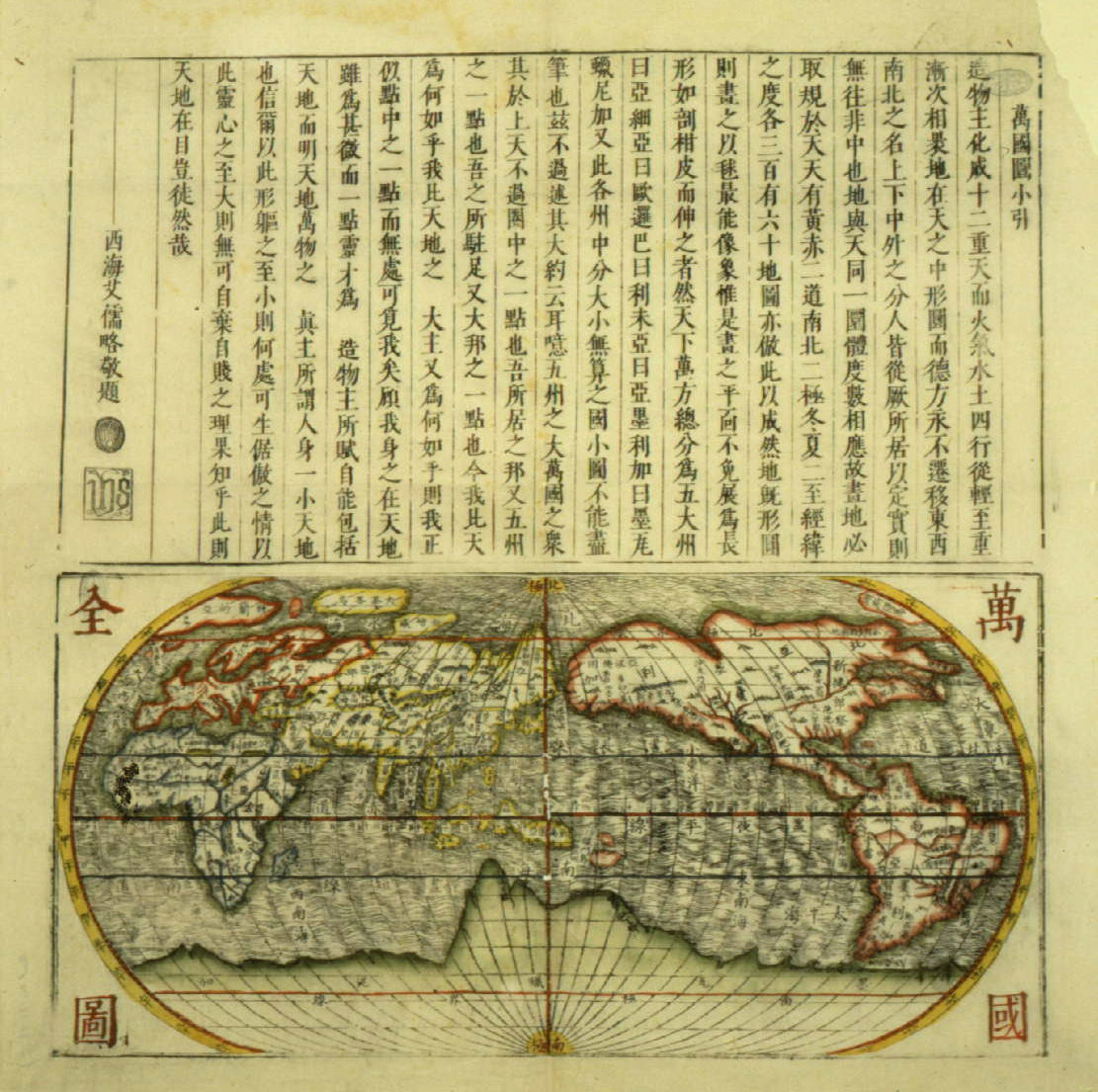
艾儒略重新绘制的利玛窦的万国全图，艾儒略的名字题于左上角

艾儒略进入中国的确切时间无法确知，可以确定的是，1613年(萬曆四十一年)时他已经在中国内地活动了。他沿肇慶、韶州、南京一线北上到达北京。因其通晓希伯来语，1613年(萬曆四十一年)他被派往河南开封与当地的犹太人后裔接触，以求研究他们保存的经书，然而遭到拒绝。在北京，艾儒略结交了徐光启，并在不久后随辞职返乡的徐光启前往江南。在扬州他為馬呈秀講西學并施洗马成为基督徒。
1616年(萬曆四十四年)，南京爆发了南京教案，20位在华耶稣会士遭到严厉处罚，艾儒略至杭州的杨廷筠家避难，直到1618年(萬曆四十六年)形势渐渐好转，他就开始在杭州传教，接纳了杨廷筠、李之藻两位重要人物入教。此后，以杭州为传教中心，他的足迹踏遍了北京、陕西、山西、江苏、浙江各地。
在杭州时期，艾儒略开始用汉文出版著作。1623年(天啟三年)，《萬國全圖》、《職方外紀》、《西學凡》及《張彌額爾遺蹟》出版，前三部作品向中国人介绍了西方地理、耶穌會的教育制度。《職方外紀》一书的写作目的在于使人“溯流窮源、尋末求本”，此后一直到19世纪，该书在中国都被用作学习欧洲地理的教材。

### 入闽前期
（1624年——1637年）(天啟四年至崇禎十年)
按費賴之的记述，艾儒略早有入閩打算，但因為福建“風俗放逸、山道崎嶇、語言難曉，因是未果”。
1624年 (天启四年) ，明朝内阁首辅福建人叶向高退职归里，途经杭州，在杨廷筠寓所与艾儒略结识，便邀请艾儒略南下入闽传教。1624年12月29日(天啟四年十一月二十日)，艾儒略与叶向高坐船到达福州，开始了在闽25年的传教生涯。
在福州，艾儒略以「天命之謂性」為主題，同时提出天主教的概念，與許多福建士大夫討論天學，藉此在士大夫阶层中传播天主教。参加讨论的当地名士有很多，何喬遠、蘇茂相、黃鳴喬、林欲楫、曾櫻、蔣德璟等人都參與其中。費賴之称“儒略既至，彼(叶向高)乃介绍之于福州高官学者，誉其学识教理皆优，加之阁老叶向高为之吹拂，儒略不久遂传教城中，第一次与士大夫辩论后，受洗者25人，中有秀才数人。”在福州，艾儒略与叶向高論道析疑，写出了《三山论学纪》（“三山”为福州的别称）。叶向高的两个孙子、一个曾孙和一个孙媳都受洗入教。
艾儒略非常重视与地方官员和士绅的关系，他和福建巡抚张肯堂、督学周之训都有交情，还认识曹学佺、曾异撰、孙昌裔、翁正春等要人。同时也注重在平民阶层中传播教义。1625年(天啟五年)，葉向高長孫葉益蕃在福州宫巷为艾儒略建造了“三山堂”，即“福堂”。这是福州已知的第一座天主教堂。不过艾儒略的传教也引发当地反对天主教的上层文人和佛教徒的强烈不满与抵制，这些反对的声音在福建教案爆发后达到高潮。
福建的头12年（直至福建教案爆发）是艾儒略在闽传教的黄金时期。在这期间，艾儒略走遍福建各地进行传教活动。到了崇祯八年(1635年)，福州城内教徒已达数百人，福州成为耶稣会在中国刻印出版汉文著作的中心之一。
这一时期也是艾儒略出書最多的時期，總共出版了《性學觕述》、《三山論學紀》、《滌罪正規》、《悔罪要旨》、《耶穌聖體禱文》、《萬物真原》、《揚淇園園先生事蹟》、《彌撒祭義》、《利西泰先生行蹟》、《幾何要法》、《出像經解》、《天主降生言行紀略》、《天主降生引義》、《西方答問》、《聖夢歌》等十五种书，涉及神学、哲学、数学、医学、地理等诸方面知识，因而该时期也成为了西学东渐的一个重要时期。

### 福建教案
（1637年——1639年）(崇禎十年至十二年)
1637年 (崇禎十年）爆发了福建教案，成为艾儒略在华传教事业的转折点。在福建按察使徐世荫与福州府知府吴起龙张榜禁教并驱逐陽瑪諾、艾儒略之后，艾儒略被迫四处藏匿，出版书籍的工作暂时中止，而三山堂也被官方查封。反天主教人士猛烈攻击耶稣会传教士“合儒诋佛”的思想，认为天主教于国家有害。艾儒略開始寫信及拜訪政府官员求助，阁老張瑞圖即受艾儒略邀請，向福州知府關說。同時艾儒略又拜訪好友曾櫻，曾樱时任观察使，为福州知府的上司，他与艾儒略會面之後就立即去信福州知府要他妥善處理對耶穌會士的判決，并回訪耶穌會士，以向社会暗示耶稣会与高层官员的联系。
福建教案期间是艾儒略传教和出版事业的低潮，他在曾樱和蔣德璟的保护下，被迫躲藏于泉州府和兴化府，也曾前往漳州府。在泉州期间，他先后发现了四块古十字架以及景教碑，成为研究泉州历史和基督教传教史的重要材料。

### 教案之后
（1639年——1649年）(崇禎十二年至順治六年)
1639年 (崇禎十二年) 起，福建反天主教的气氛开始缓解，教会和教堂得到恢复，农历七月十四日，在教案之后艾儒略首次在福州教堂做公开的弥撒。1641年——1648年 (崇禎十四年至順治五年) 间，艾儒略任耶稣会中国南部教区副主教，管理南京、江西、湖南、四川、浙江、福建教务，共有教士15人。1643年 (崇禎十六年) 北京情況危急，艾儒略在史可法邀请下經邵武、綏安北上，准备討論在澳門籌備抗清之事，但史可法的軍隊才到浦口，清兵便已經進入南京。艾儒略只得折返福州。1645年(順治二年)，隆武帝於福州登基，賜匾予福堂。1646年10月 (順治三年九月) ，清军攻入福州，艾儒略逃至莆陽，后又避难于延平。艾儒略晚年严重营养不良，疾病缠身，依然坚持传教，直至1649年6月10日 (順治六年五月一日) 在延平去世。其灵柩被移往福州，葬于城外十字山。
从教案结束到1649年(順治六年) 去世這11年間，因教务繁忙以及战争的缘故，艾儒略只出版了三種著作：1642年(崇禎十五年)《四字經》、1644年(崇禎十七年)《聖體要理》與1645年(順治二年)《五十言餘》。

## 身后
艾儒略神父原葬于福州北门外的十字山。1999年，因为房地产开发，土地发展商以莲花山墓园一隅辟作天主教公墓来与教会交换原有墓地的产权，艾儒略遗骨被火化后迁至新墓园。

## 成就
艾儒略来华36年，被认为是自利玛窦以来耶稣会传教士中最精通汉语的一位。在中国传教期间，他出版了22种著作，涉及天文历法、地理、数学、神学、哲学、医学等诸多方面，是西学东渐中极为重要的历史人物。在传教过程中，还在泉州发现过古代景教文物，在开封曾拜访过犹太人后裔。
艾儒略通过哲学和宗教问题的谈话在文人学士中的传教，出版学术著作也是他重要的传教方式。他引用早期儒家思想，强调其与天主教的共同之处，借以吸引官员和文人接受基督教。同时他也积极在中国各地的平民阶层中奔走传教，继续耶稣会尊重中国人祭孔祭祖的传统，模仿中国传统的组织形式来组织教会，并尽可能以基督教方式来影响信徒所持的传统仪式。
他在中国的36年中有25年在福建活动。在闽期间，他到过福州、兴化、泉州、建州、福宁、延平、邵武、汀州、漳州等地传教，共建大堂22座，小堂不计其数，受洗礼的达万余人，教堂最为集中的是福州、泉州和兴化等地。

## 著作

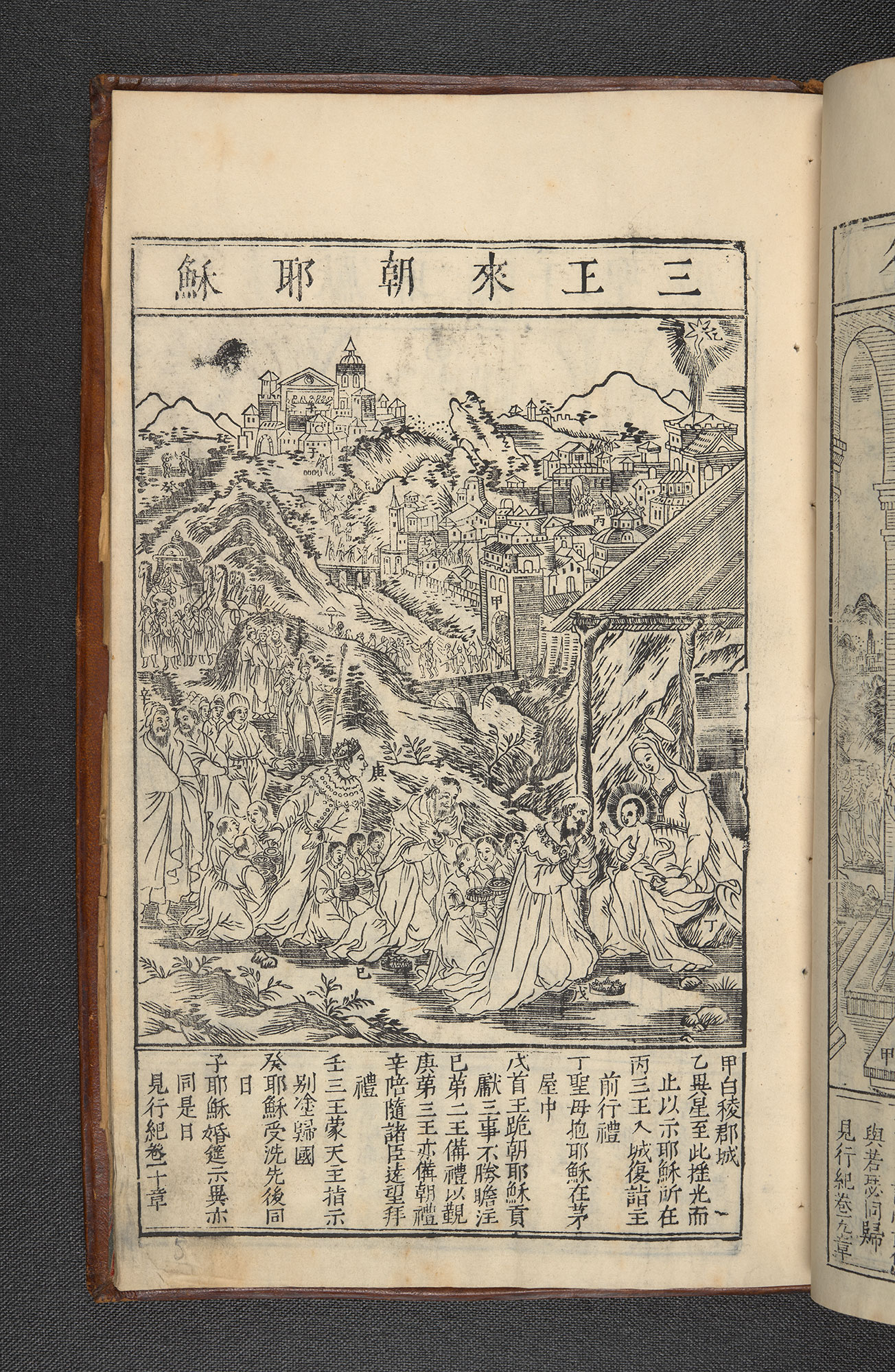
艾儒略出版的耶稣出生图，1637年

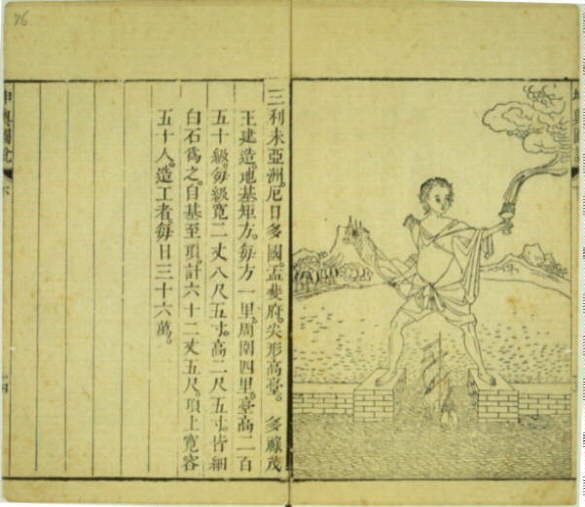
艾儒略的《万国全图》中的插图与文字，1620年

### 部分重要著作
艾儒略在华出版著作22部。
- 《万国全图》是一本世界地图册，与杨廷筠合作编写于1623年。
- 《职方外纪》五卷出版于1623年，此书是继利玛窦的《坤舆万国全图》之后详细介绍世界地理的文献，成为19世纪以前中国人学习欧洲地理的重要书籍。
- 《西学凡》，介绍了西方文化：文学、哲学、医学、民法、教规和神学，首次將亚里斯多德和托马斯·阿奎那介绍到中国。
- 《三山论学纪》是艾儒略与叶向高論道所得。
- 《彌撒祭義》、《天主降生言行記略》等書，全面介紹了天主教教義。
- 《性學觕述》阐释了天學與人學兩個主要理念，介绍了基督教灵肉观。
- 《萬物真原》主张“元气不能自分天地”，批判宋代理学，宣扬天主教。
- 艾儒略在福建的弟子李九標彙記了《口鐸日抄》一書，记载了艾儒略在福建的宣道活动，成为研究艾儒略活动的重要资料。

### 艾儒略著作一览
- 萬國全圖
- 職方外紀
- 西學凡
- 張彌額爾遺蹟
- 性學觕述
- 三山論學記
- 滌罪正規
- 悔罪要旨
- 耶穌聖體禱文
- 萬物真原
- 楊淇園先生事蹟
- 彌撒祭義
- 利西泰先生行蹟
- 幾何要法
- 出像經解
- 天主降生言行紀略 （页面存档备份，存于）
- 天主降生引義
- 西方答問
- 聖夢歌
- 四字經
- 聖體要裡
- 五十言餘